# Batalla de Susa
La batalla de Susa fue una batalla entre asirios y elamitas. El rey asirio Asurbanipal 668 a. C. – c. 627 a. C.), se había cansado de los ataques de los elamitas contra los mesopotámicos, y decidió destruir a Susa como castigo.

## Historia
Después de la conquista de Babilonia en 648 a. C., el ejército de Asurbanipal pasó a luchar contra el imperio elamita.
Asurbanipal en el 647 a. C devastó y arrasó con facilidad Susa. Ummanaldasi, que era el rey de Elam entre 681 y 675 a. C., huyó a las montañas, mientras que su hijo fue hecho prisionero. Entre los tesoros capturados, contiene la estatua de la diosa Nanaji que había sido robada hacía más de 1.500 años antes de Uruk .
En una inscripción descubierta en 1854 por Henry Austin Layard, revela que Asurbanipal como un «vengador» se jactó de la destrucción que había producido, buscando retribución por las humillaciones que los elamitas habían infligido a los mesopotámicos a lo largo de los siglos. Asurbanipal dicta el castigo asirio después de su exitoso asedio a Susa:

Susa, la gran ciudad santa, morada de sus dioses, sede de sus misterios, la conquisté. Entré en sus palacios, abrí sus tesoros donde se amontonaban plata y oro, bienes y riquezas ... Destruí el zigurat de Susa. Rompí sus brillantes cuernos de cobre. Reduje los templos de Elam a la nada; Sus dioses y diosas los esparcí a los vientos. Las tumbas de sus antiguos y recientes reyes las devasté, las expuse al sol y llevé sus huesos hacia la tierra de Ashur. Devasté las provincias de Elam y en sus tierras sembré sal.

## Resultado posterior

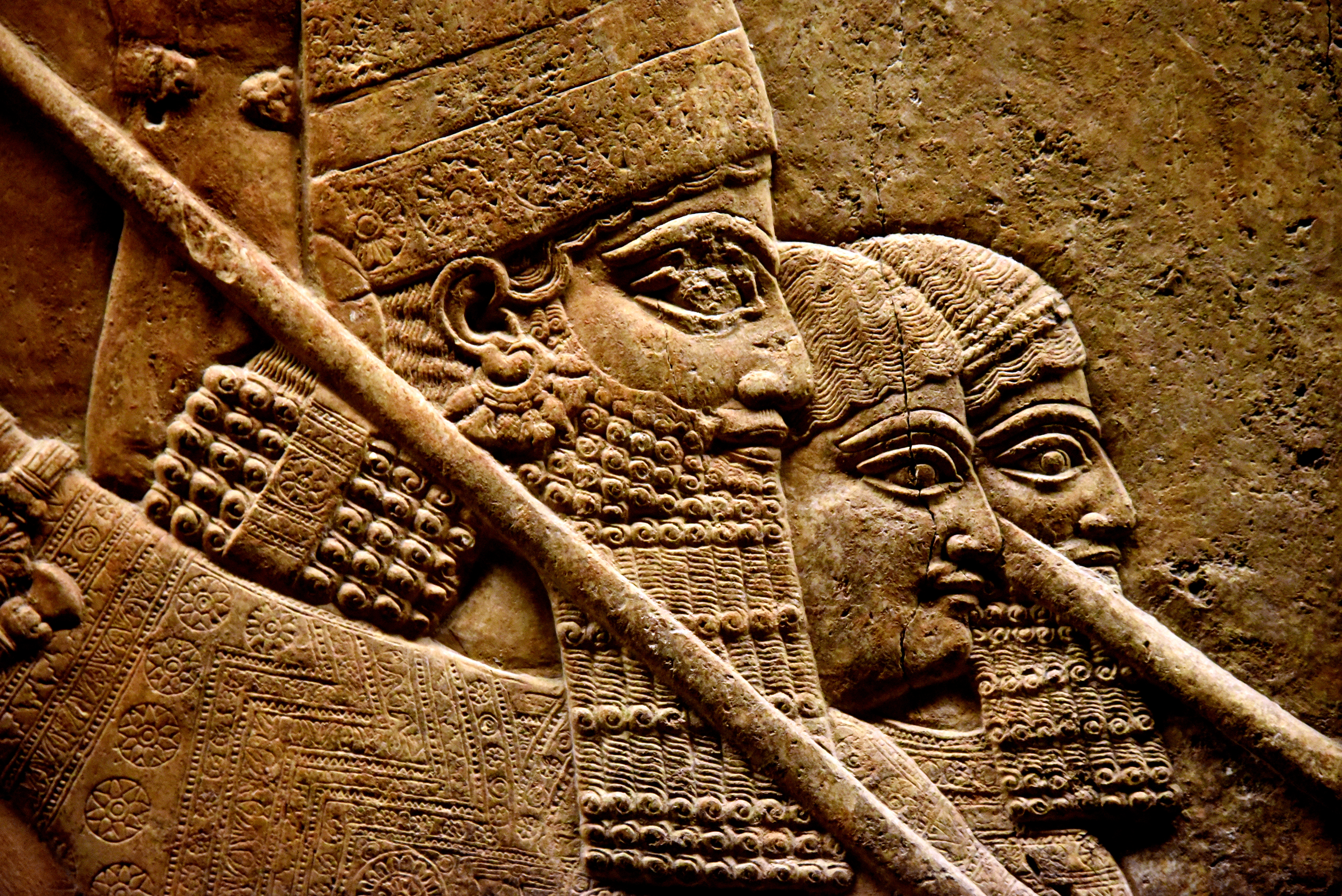
Relieve escultórico de Asurbanipal,, actualmente en el Museo Británico de Londres.

En 639 el a. C., los asirios movieron a todo su ejército desde el oeste para destruir a sus enemigos; sería su último y más glorioso acto de retribución y conquista que los asirios habían dominado como ninguno antes. Las derrotas infligidas por Asiria a las ofensivas de los elamitas fueron uno de los muchos problemas que enfrentaron los elamitas; la guerra civil había estallado en su tierra, mientras que sus fronteras del norte estaban siendo invadidas por los persas. En 639 a. C., Asurbanipal se mudó a Elam y con orgullo documentó la venganza contra las incursiones de este imperio:

Durante un viaje de un mes y veinticinco días, devasté las provincias de Elam. Sal y sihlu los destruí... El polvo de Susa, Madaktu, Haltemash y el resto de las ciudades que reuní y llevé a Asiria ... El ruido de las personas, la pisada del ganado y las ovejas, los alegres gritos de alabarme...desterré de sus campos. Asnos salvajes, gacelas y toda clase de bestias de la llanura que hice acostarme entre ellos, como en mi casa.

Con el imperio elamita destruido, los asirios volvieron a encontrar su imperio desmoronado; los años de guerra habían destruido su capacidad para levantarlo de nuevo. Dentro de los 34 años posteriores de la destrucción de Elam, Asiria cayó como una entidad política independiente en el Medio Oriente para siempre.

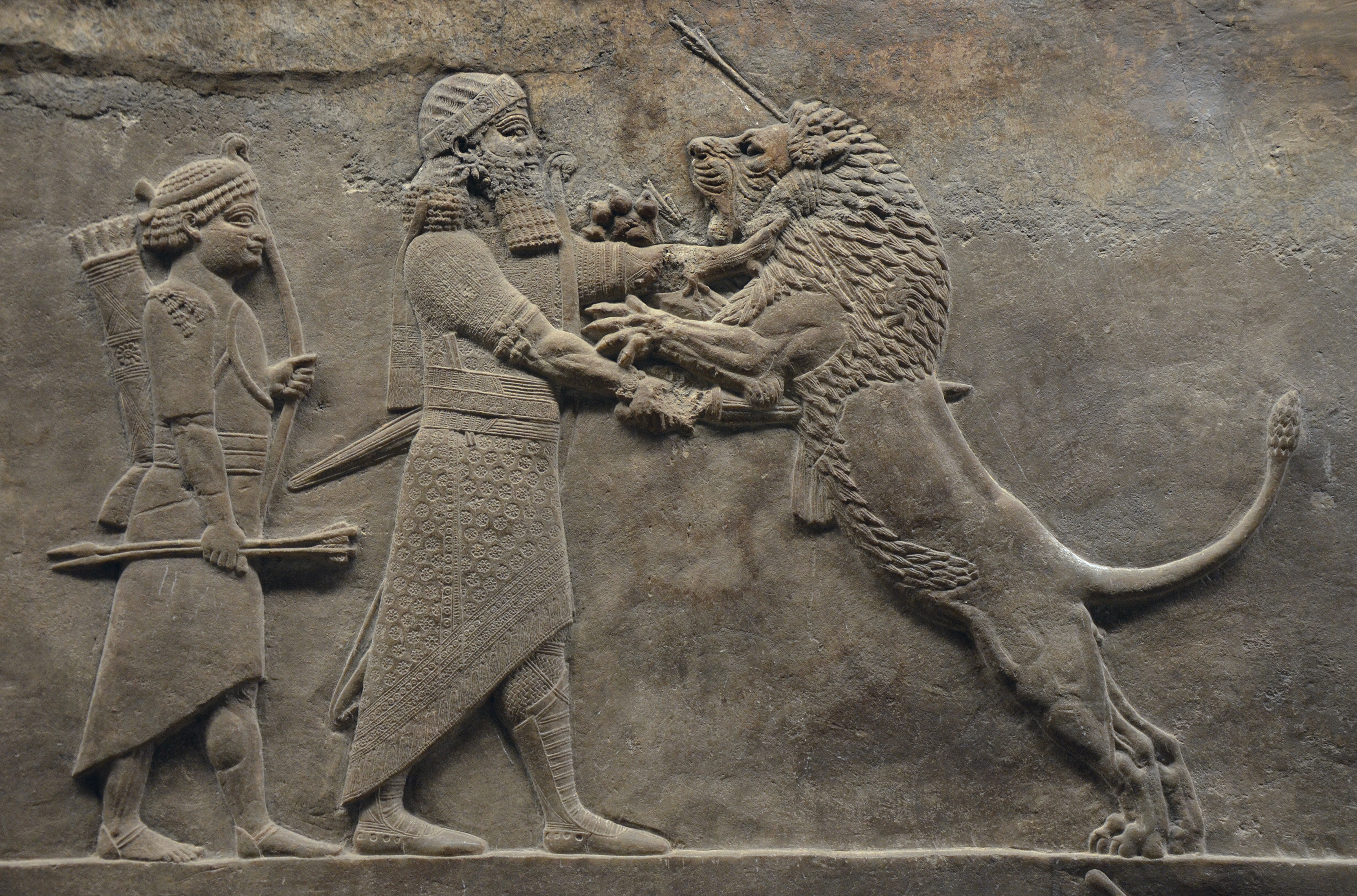
Escultura de de Asurbanipal, rey de Asiria, cazando leones.
Mapa del Oriente Medio en el siglo XIII a, C,, Susa, en Elam en rojo y los asirios en naranja.
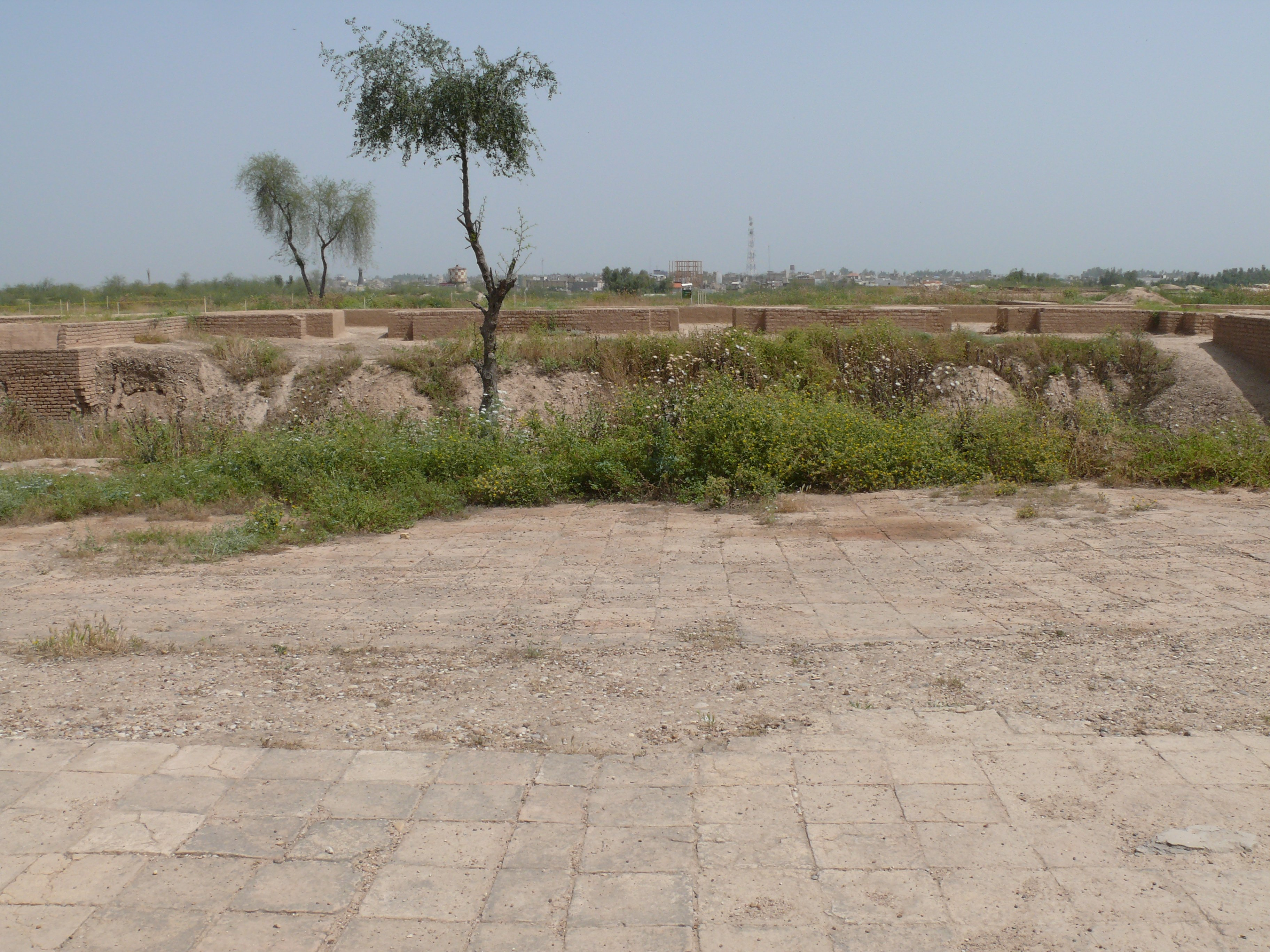
Excavación de Apadana enSusa, Irán. Las excavaciones fueron realizadas por Roland de Mecquenem, en busca de túmulos elamitas en el nivel del imperio aqueménida.